# Чёрный день
«Чёрный день» — разговорное выражение, описывающее случаи локального снижения прозрачности земной атмосферы. Гипотезы, выдвигавшиеся для их объяснения, многочисленны. Например, возможным объяснением такого феномена может служить лесной пожар или локальный перенос в атмосфере частиц пыли.
Религиозные авторы приводят в качестве примера сбывшегося библейского пророчества день 19 мая 1780 года, когда около 10:00 по местному времени на значительной территории Северной Америки (в Новой Англии и части Канады) снизилась прозрачность атмосферы. Очевидцы описывали явление как «чёрное полотно, застилающее небо». Не было видно ни звёзд, ни Луны, хотя было полнолуние. Лишь после полуночи Луна стала видна, сначала кроваво-красного цвета, затем стали проступать звёзды. Следующее утро было вполне обычным. Явление было описано в газете «Бостон Индепендент Кроникл» от 22 мая 1780 года, упомянуто в толковом словаре Уэбстера. По версии исследователей из американского университета Миссури, причиной «чёрного дня» были сильные лесные пожары в Канаде.

## Другие значения
В более широком переносном смысле под «чёрным днём» понимается трудное для человека или общества время, кризисная ситуация. Например, «запастись (едой) на чёрный день» означает «подготовиться к тяжёлому времени, когда будет нечего есть».